# Soči (Gregorčič)
Soči je pesnitev primorskega pesnika in duhovnika Simona Gregorčiča (1844–1906), posvečena reki Soči. Napisal jo je leta 1879, ko je bila objavljena v Stritarjevem Zvonu. V pesmi marsikdo vidi pesnikovo vizijo 1. svetovne vojne in soških bitk, vendar je že Anton Slodnjak menil, da je šlo za starejšo zamisel, ki jo je pesnik ubesedil kot odziv na ustanovitev Italie irredente leta 1878. Pesem se je v rokopisu sprva končala celo z verzoma: »na zemlji tvoji tujcev tropi / naj ne dobódo ni – gróbov!«, ki ju je pesnik pred objavo prečrtal, saj je odrekanje pravice do groba v zahodni civilizaciji nesprejemljivo. Pesem je enokitična.